# Billie Piper
Billie Paul Piper (nascida Lianne Paul Piper em 22 de setembro de 1982) é uma atriz inglesa e cantora de música pop.
Billie começou a sua carreira ainda adolescente como cantora pop, mas hoje em dia é conhecida devido à sua participação como Rose Tyler, a companheira do Doutor, na série televisiva da BBC Doctor Who, e por fazer a prostituta Belle de Jour, na série inglesa Secret Diary of a Call Girl, na iTV2, e Brona Croft na série Penny Dreadful, do Showtime.

## Vida Pessoal
Piper nasceu em Swindon, Wiltshire, na Inglaterra. Filha de Paul Piper e Mandy Kent, foi batizada como Lianne, mas mudaram para Billie passadas três semanas. Piper tem três irmãos mais novos, Charlie, Harley e Ellie.
Piper casou numa cerimónia secreta em Las Vegas, em 2001, com o DJ e apresentador de televisão, Chris Evans. O casal separou-se em 2004 e divorciaram-se mais tarde, em Maio de 2007.
De 2004 a 2006, Billie namorou e viveu com um estudante de direito, Amadu Sowe.
Voltou a casar a 31 de Dezembro de 2007 com o actor Laurence Fox, filho de James Fox. Atualmente vivem em Easebourne, Midhurst em West Sussex. O primeiro filho de ambos, Winston James, nasceu por cesariana no dia 21 de Outubro de 2008. Em 24 de março de 2016, Laurence Fox anunciou em sua página no Facebook que ele e Billie haviam se divorciado, após 8 anos de casamento. Ele afirmou que nenhum outro indivíduo estava envolvido na sua separação.

## Educação
Piper fez os seus estudos na Escola de Teatro Sylvia Young, em Marylebone, Londres. Foi aí que Billie conheceu Lee Ryan, ex-Blue, Tom Fletcher do McFly, Matt Willis da ex-banda Busted, Jodi Albert e Amy Winehouse.

## Filmografia

### Televisão
- Brit Awards 1997 (ITV, 1997) - Ela própria
- Channel 4 Schools (Channel 4, 1997) - Ela própria
- Smash Hits Poll Winners Party (BBC1, 1998) - Ela própria
- Billie Wants You! (Channel 4, 1999) - Ela própria
- Melinda's Big Night In (BBC One, 1999) - Ela própria
- Never Mind the Buzzcocks (BBC Two, 1999) - Ela própria
- Young Entertainers (BBC Two, 1999) - Ela própria
- Dale's All Stars (BBC1, 2000) - Ela própria
- Party in the Park 2000 (BBC One, 2000) - Ela própria
- winton's wonderland (Five, 2000) - Ela própria
- Top of the Pops (BBC Two, 2000) - herself
- The Canterbury Tales: The Miller's Tale (BBC One, 2003) - Alison Crosby
- Bella and the Boys (BBC Two, 2004) - Bella
- Doctor Who (BBC One, 2005-2006, 2008, 2009, 2013) - Rose Tyler
- ShakespeaRe-Told: Much Ado About Nothing (BBC One, 2005) - Hero
- The Friday Night Project (Channel 4, 2006) - Ela própria
- Friday Night with Jonathan Ross (BBC One, 2006) - Ela própria (apresentadora convidada)
- The Paul O'Grady Show (Channel 4, 2006, 2009) - Ela própria
- The Ruby in the Smoke (BBC One, 2006) - Sally Lockhart
- The Charlotte Church Show (Channel 4, 2007) - Ela própria (convidada)
- Mansfield Park (ITV, 2007) - Fanny Price
- Parkinson (TV series) (ITV, 2007) - Ela própria (convidada)
- Top Gear - Star in a Reasonably-Priced Car
- Secret Diary of a Call Girl (ITV2, 2007-) - Belle De Jour
- The Shadow in the North (BBC One, 2007) - Sally Lockhart
- Almost Famous (BBC Three, 2008) - Ela própria quando tinha 12 anos
- The Justin Lee Collins Show (ITV2, 2009) - Ela própria
- A Passionate Woman (2010) - Betty em 1950
- True Love (BBC One, 2012) - Holly
- Penny Dreadful (Showtime, 2014) - Brona Croft

### Filmes
- Evita (1996, uncredited)
- The Leading Man (1996, uncredited)
- The Calcium Kid (2004) - Angel
- Things To Do Before You're 30 (2005) - Vicky
- Spirit Trap (2005) - Jenny

## Discografia

### Álbuns
- 1999: Honey to the B
- 2000: Walk of Life
- 2005: The Best of Billie
- 2007: The B-Sides Collection(Download only album)

### Singles
| Year | Single                      | Peak positions | Peak positions | Peak positions | Peak positions | Peak positions | Peak positions |
| Year | Single                      | UK             | IRL            | Australia      | SE             | SW             | NZ             |
| ---- | --------------------------- | -------------- | -------------- | -------------- | -------------- | -------------- | -------------- |
| 1998 | "Because We Want To"        | 1              | 9              | 19             | 8              | -              | 9              |
| 1998 | "Girlfriend"                | 1              | 1              | 35             | 2              | 1              | 3              |
| 1998 | "She Wants You"             | 3              | 21             | -              | -              | -              | 4              |
| 1999 | "Honey to the Bee"          | 3              | 25             | 6              | -              | -              | 5              |
| 1999 | "Last Christmas"            | n/a            | n/a            | n/a            | n/a            | n/a            | n/a            |
| 1999 | "Thank ABBA for the Music"¹ | 4              | 5              | 9              | 17             | -              | 6              |
| 2000 | "Day & Night"               | 1              | 13             | 8              | 52             | 62             | 6              |
| 2000 | "Something Deep Inside"     | 4              | -              | 20             | -              | 97             | 18             |
| 2000 | "Walk of Life"              | 25             | -              | -              | -              | 66             | -              |
| 2007 | "Honey to the Bee"          | 17             | n/a            | n/a            | n/a            | n/a            | n/a            |

## Prémios e Nomiações

### Prémios
- 1999 - Smash Hits Awards: Best Female
- 1999 - Smash Hits Awards: Best Dressed Female
- 1999 - Smash Hits Awards: Princess of Pop
- 2005 - The National Television Awards: Most Popular Actress
- 2005 - BBC Face Of The Year
- 2005 - BBC Drama Awards: Best Actress
- 2006 - The South Bank Show Awards: The Times Breakthrough Award - Rising British Talent
- 2006 - TV Choice/TV Quick Awards: Best Actress
- 2006 - The National Television Awards: Most Popular Actress
- 2006 - BBC Drama Awards: Best Actress
- 2006 - Tric Awards: Best New Talent
- 2006 - GQ Magazine Awards: Woman of the Year
- 2006 - BBC Drama Awards: Exit of the year

### Nomeações
- 2006 - Broadcasting Press Guild Awards: Best Actress
 (role in Doctor Who & ShakespeaRe-Told: Much Ado About Nothing)
- 2006 - BAFTA Cymru Awards: Best Actress
- 2007 - TV Choice/TV Quick Awards:Best Actress Mansfield Park
- 2008 - Rose d'Or: Special Award for Best Entertainer (for Secret Diary of a Call Girl).[9]